# Georg von Breitenbach

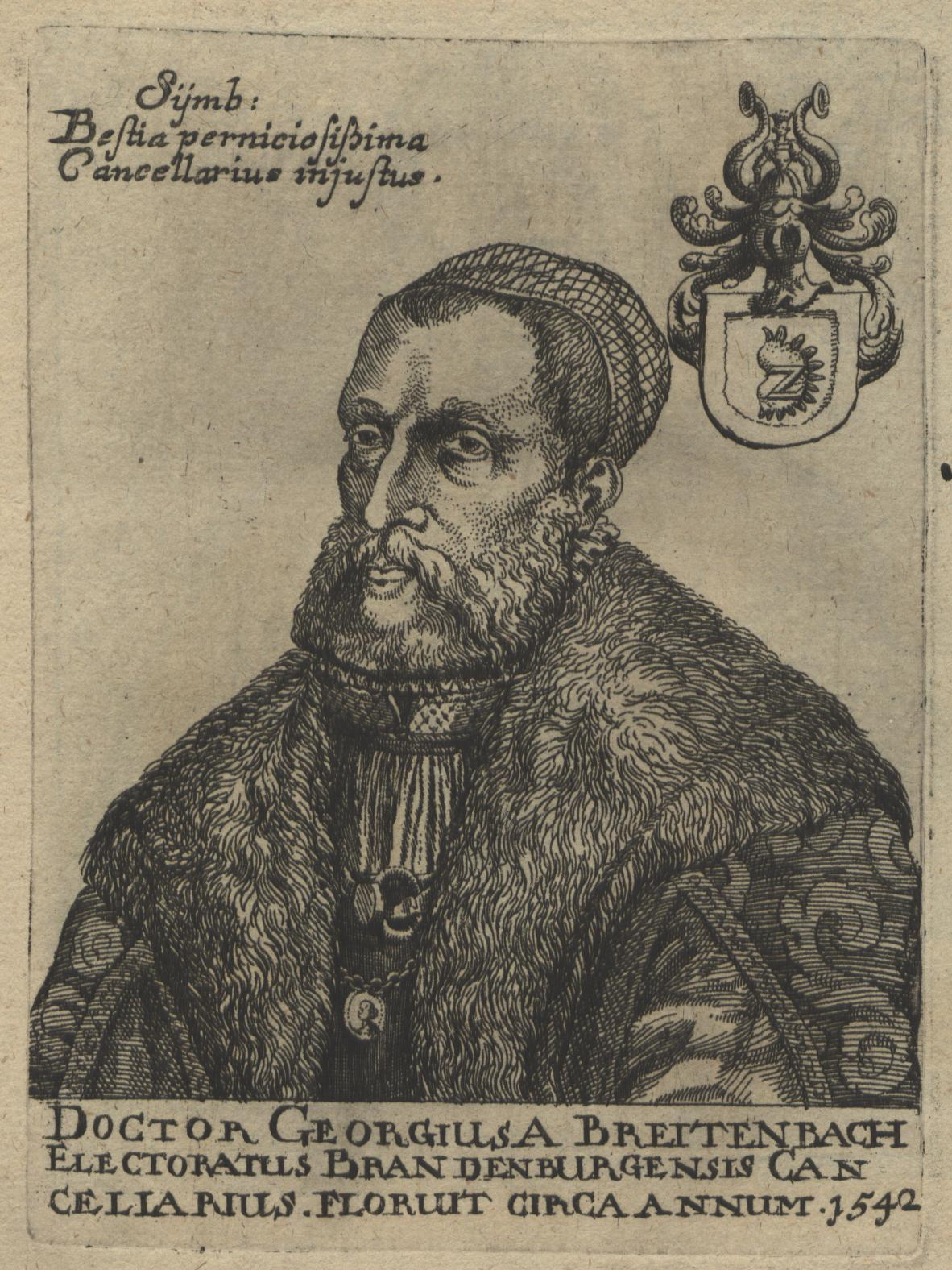
Von Breitenbach in Martin Friedrich Seidels Bilder-Sammlung von 1671

Georg von Breitenbach (* um 1485 wahrscheinlich in Leipzig, Herzogtum Sachsen; † 1540 oder 1541) war ein Rechtsgelehrter und Kanzler im Kurfürstentum Brandenburg 1540.

## Leben
Georg stammte aus der Familie von Breitenbach in Leipzig. 1501 immatrikulierte er sich an der dortigen Universität, 1506 in Frankfurt an der Oder.
1517 war er Doktor beider Rechte und Professor für Zivilrecht in Leipzig. In dieser Zeit trat er auch in den Dienst von Herzog Georg von Sachsen. Seine Einstellung zu Luther verschlechterte sich nach dessen Leipziger Disputation von 1519. 1520 wurde von Breitenbach Vizekanzler der Leipziger Universität, 1525 Ordinarius (oder Vizeordinarius) der Juristischen Fakultät und 1526 Beisitzer im Leipziger Schöppenstuhl.
Von Breitenbach unterstützte Herzog Georg in dessen antireformatorischen Bestrebungen und nahm an Klostervisitationen teil. 1538 bezeichnete ihn Luther deshalb als teuflischen Juristen.
Nach der Einführung der Reformation in Sachsen ging Georg von Breitenbach nach Brandenburg, wo er 1540 kurzzeitig Kanzler unter Kurfürst Joachim II. wurde. Bald darauf starb er.